# 인류의 요람
인류의 요람은 남아프리카 공화국 요하네스버그에서 북서쪽으로 약 50 km 떨어진 유네스코의 세계유산이다. 1995년 스테르크폰테인, 스와르트크란스, 크롬드라이 화석 인류 유적라는 이름으로 세계유산에 등재되었고, 2005년 마카판 계곡과 타웅 머리뼈 화석 유적을 포함하도록 확장되었다.

## 같이 보기
- 현생 인류의 아프리카 기원